# Варшавское шоссе (историческая дорога)

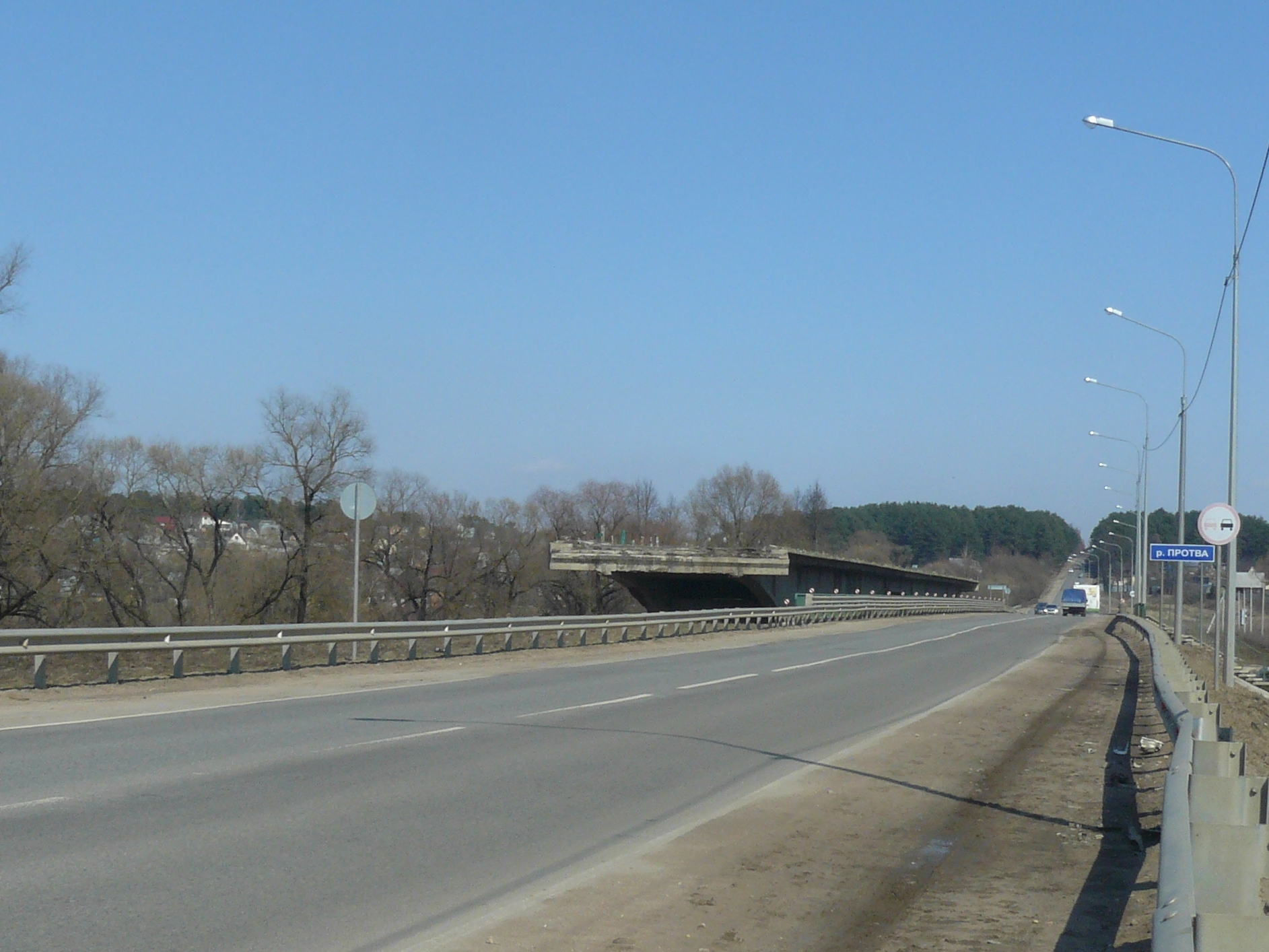
Варшавское шоссе в районе моста через Протву, 2012

Варша́вское шоссе́, ранее Моско́вско-Варша́вское, часто Варша́вка — историческая дорога между Москвой и Варшавой. 
Шоссе было построено в несколько этапов в середине XIX века, от Москвы к Варшаве оно проходило через Подольск, Кресты, Малоярославец, Рославль, Бобруйск, Брест, Седльце. До развития сети железных дорог имела важнейшее пассажирское, торговое, почтовое и военное значение. 
Во время Великой Отечественной войны в районе шоссе проходили ожесточённые бои, в память о событиях того периода на всём протяжении шоссе расположены воинские мемориалы, захоронения и памятные знаки .
В настоящее время как единое целое не существует. Участки дороги вошли в состав других автомобильных трасс и магистральных улиц городов России, Беларуси и Польши. 
Отдельные участки сохранили историческое название «Варшавское шоссе». Российский участок дороги «Львово/Кресты — Малоярославец — Рославль — граница с Беларусью» входит в автомобильную дорогу общего пользования федерального значения с учётным номером А-130.

## Название
Польский участок дороги от Варшавы до Брест-Литовска первоначально назывался Брестским. Белорусский участок шоссе в ряде источников назывался Московско-Брестским. Российский участок на начальном этапе строительства именовался Брест-Литовским.
Новое наименование строящейся важной государственной дороги «Московско-Варшавское шоссе» было установлено в декабре 1846 года специальным указом императора Николая I:
Закон № 20683.— Декабря 9.
Именной, объявленный Главноуправляющим Путями Сообщения и Публичными Зданиями.—
Об именовании сооружаемого от Москвы до Брест-Литовска шоссе Московско-Варшавским.

Государь Император Высочайше повелеть соизволил: шоссе, сооружаемое от Москвы чрез Малоярославец, Рославль и Бобруйск до Брест-Литовска, именовать Московско-Варшавским шоссе.
В советское время в названии шоссе исчезло двойное наименование «Московско-Варшавское» и шоссе называлось просто «Варшавским», в первые годы с добавлением «старое» или «бывшее». Название «Варшавское шоссе» стало относиться только к российско-белорусскому участку дороги Москва — Брест. Участок дороги Брест — Варшава, после создания Польской республики, стал государственной дорогой Польши «Варшава — Седльце — Брест-Литовск».
В настоящее время на картах Google, Яндекс, OpenStreetMap наименование «Варшавское шоссе» в России обозначает, как и ранее, всю трассу от Москвы через Подольск до Рославля (границы с Беларусью).
Бывшие участки шоссе в Москве и Бресте, ставшие магистральными городскими улицами, сохранили историческое название «Варшавское шоссе».
В отдельных источниках встречаются наименования Московское, Москва-Бобруйск, Московско-Брестское, Старое Варшавское, Старая Польская дорога, Бресто-Варшавское.

## История строительства

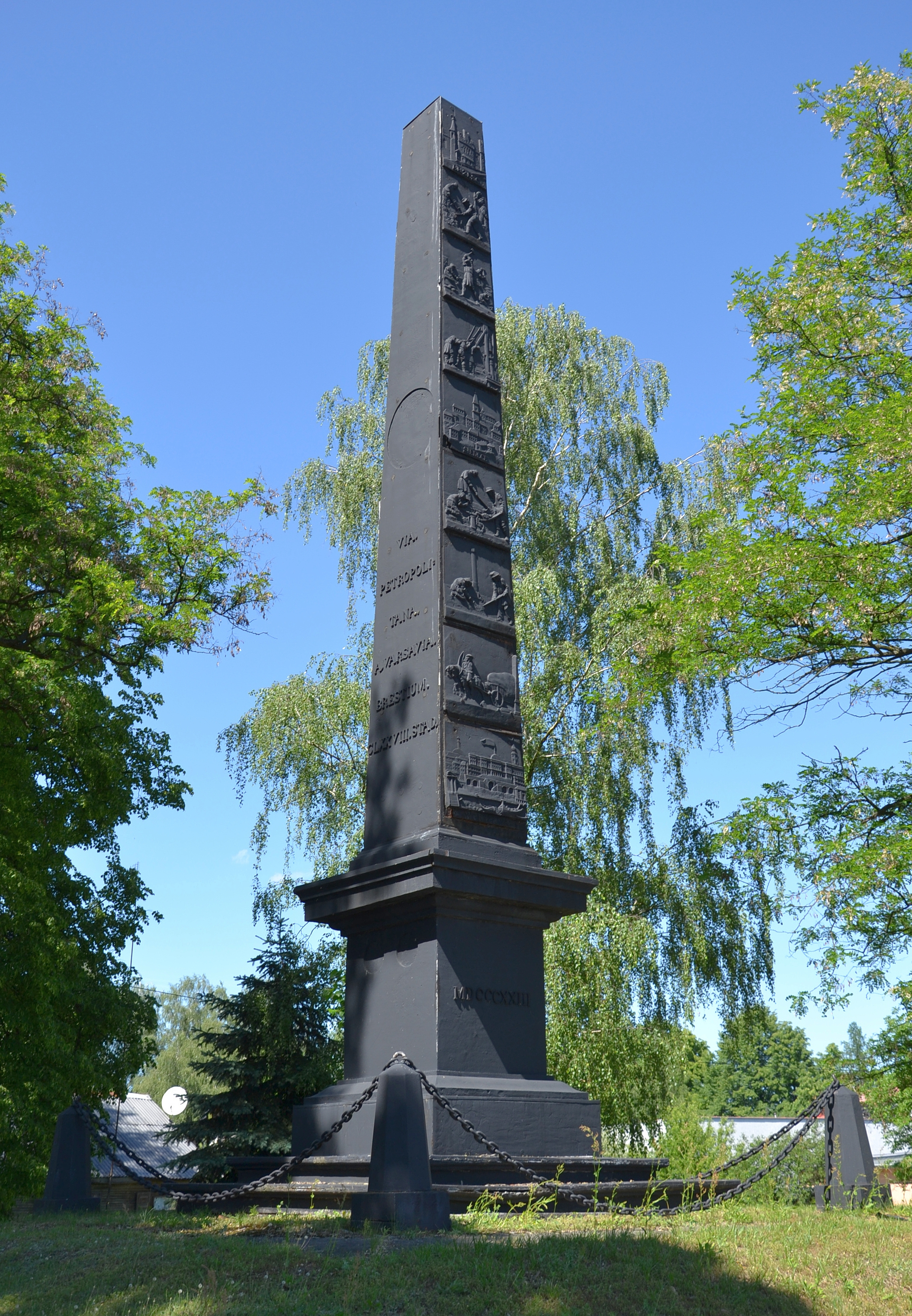
Обелиск в Тересполе, сооружённый в честь окончания строительства дороги Варшава-Брест

По результатам Венского конгресса 1815 года часть герцогства Варшавского под наименованием Царства Польского вошла в состав Российской империи. Возникла острая потребность в строительстве добротной дороги для передвижения особ царской фамилии, дипломатов, купцов, товаров и почты.
Объективная необходимость сооружения доступного пути в новый регион России совпала по времени с решением императора Александра I о дальнейшем развитии дорожного строительства, начатого ещё в 1809 году. Был принят целый комплекс мер. Заведование государственными дорогами в 1816 году перешло от инженерных и губернских властей к Главному управлению путей сообщения. Изменилась организация работ и система финансирования дорожного строительства. В России планомерно началось строительство шоссейных дорог.
Строительство современной дороги из России в Польшу проводилось по участкам. Началом работ стало сооружение дороги от Варшавы до Брест-Литовска. Польский участок был пущен уже в 1823 году. Дорога прошла через Минск — Седлец — Бела — Тересполь, весь путь составил 186 с четвертью версты. По случаю завершения строительства монетный двор в Варшаве изготовил две памятные медали. В мае 1825 года в честь строительства новой дороги в Варшаве в районе Грохув открыли чугунный обелиск высотой 14 метров. Барельефы на обелиске показывают основные этапы строительства тракта: производство брусчатки, вбивание свай, мощение дороги. Через полгода, 10 ноября 1825 года, аналогичный памятник-близнец был открыт вблизи Бреста в польском Тересполе.

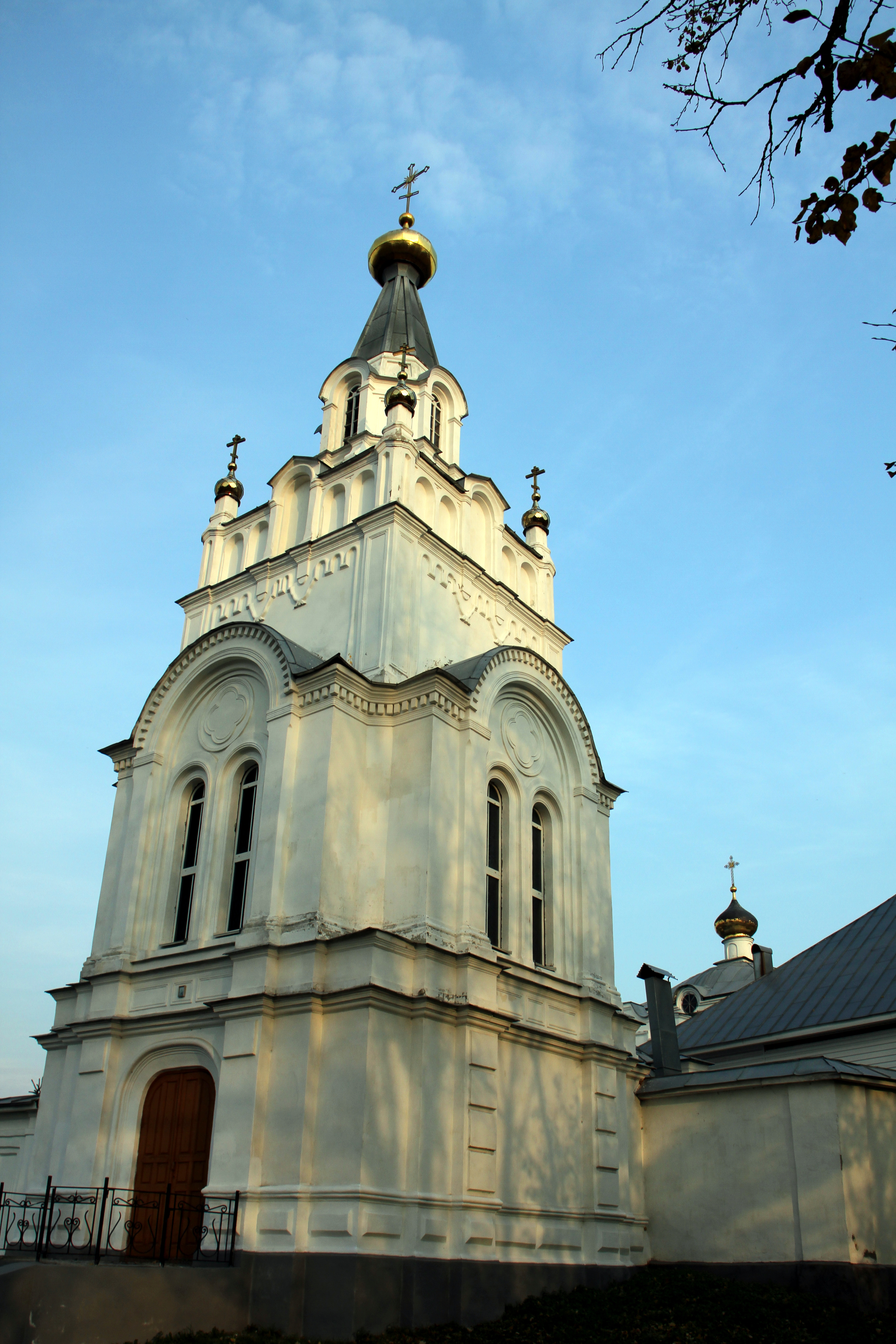
Церковь Александра Невского в Рославле, сооружённая в память о строительстве Варшавского шоссе

Белорусский участок дороги начали строить в 1845 году. Прокладывали белорусскую дорогу фактически строго по линейке. Прямые участки связали шесть уездных центров: Брест, Кобрин, Слуцк, Бобруйск, Рогачёв и Чериков. С учётом особенностей болотистой местности в Беларуси и множества небольших речек на всём пути трассы значительные участки дороги сделаны на насыпях протяжённостью от четырёх до восьми километров. Одновременно с дорогой запроектировали и построили почтовые станции разных классов и заставные дома для шоссейного сбора. Строительство дороги до Бреста в Гродненской губернии было завершено в 1846 году, в Минской губернии в 1848 году.
В Москве шоссе начиналось от Серпуховской Заставы. Российский участок дороги проходил через крупные населённые пункты Московской, Калужской и Смоленской губернии: Подольск, Малоярославец, Медынь, Юхнов, Рославль. От Подольска до Малоярославца шоссе проложено как и в Беларуси «почти по прямой линии, такая прямизна шоссе не повела однако к большим и трудным работам, ибо местность, где проходит шоссе, волниста и не имеет крутых покатостей».
Строительство современной дороги подтолкнуло к строительству новых мостов через речные преграды: Пахру в Подольске, Нару, Протву, Шаню, Угру и др. Только в Могилёвской губернии было построено 163 моста и 167 труб. Одним из наиболее интересных мостовых сооружений на Московско-Варшавском шоссе считался мост через Березину в районе Бобруйской крепости, состоящий из 10 деревянных плашкоутов общей длиной 102 метра. Другой мост на Варшавке, представлявший с технической стороны значительный интерес, был построен в Подольске через Пахру. Мост длиной 62 метра с каменными опорами имел два внутренних проезда и прохода с шириной каждой проезжей части в 3,8 метра. Однопролётный мост был крытым, проезд по нему — платным. Сооружённый военными инженерами по системе американского инженера Гау, он простоял 60 лет. Новый мост в Подольске, построенный уже в Советское время, долгие годы был символом города. Силуэт моста через Пахру на Варшавском шоссе попал на герб города, утверждённого в 1970-м году, он символизировал начало советского индустриального Подольска.

Исторические мосты на Московско-Варшавском шоссе
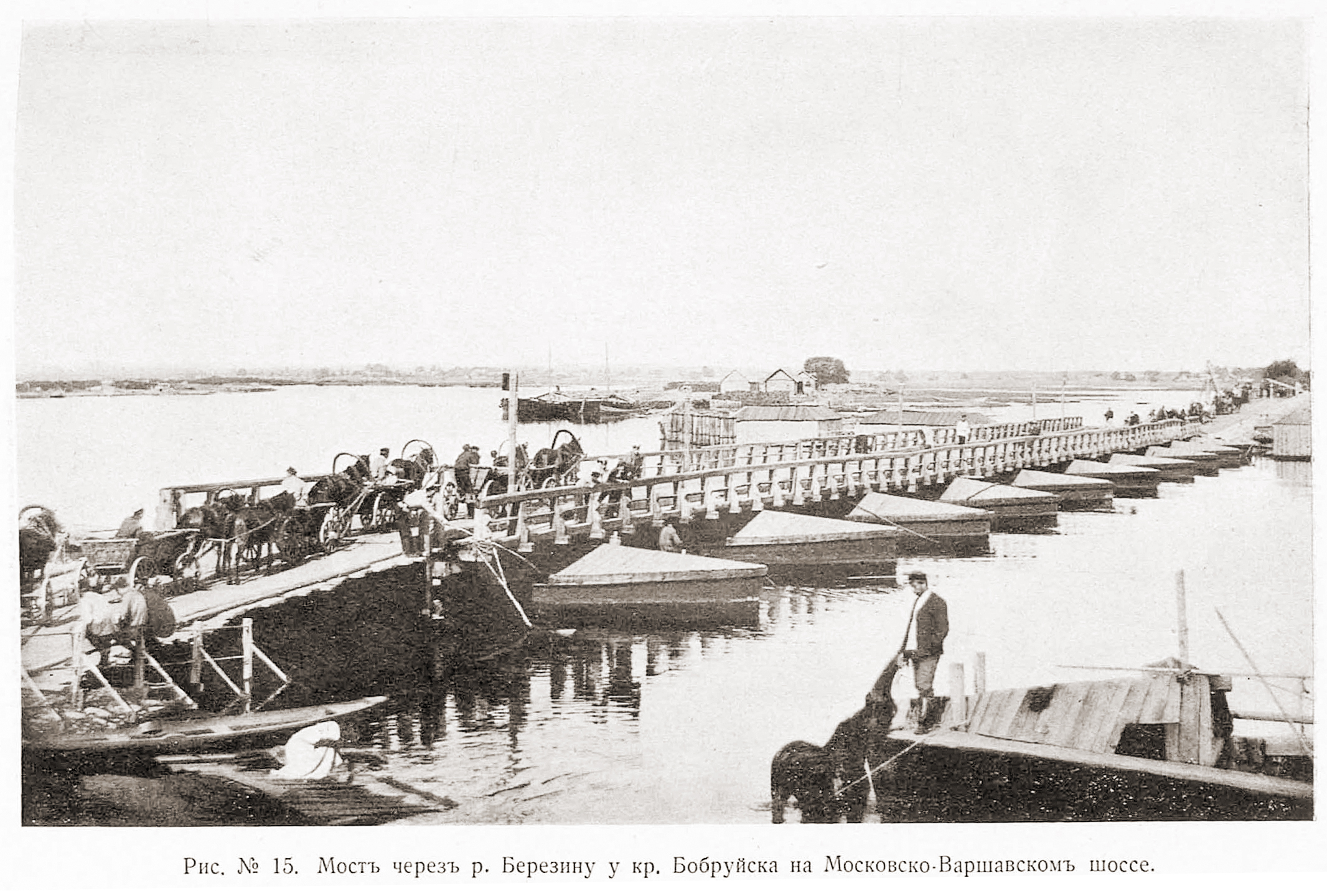
Плашкоутный мост через Березину (состоит из 10 деревянных плашкоутов, длина моста 102 метра)
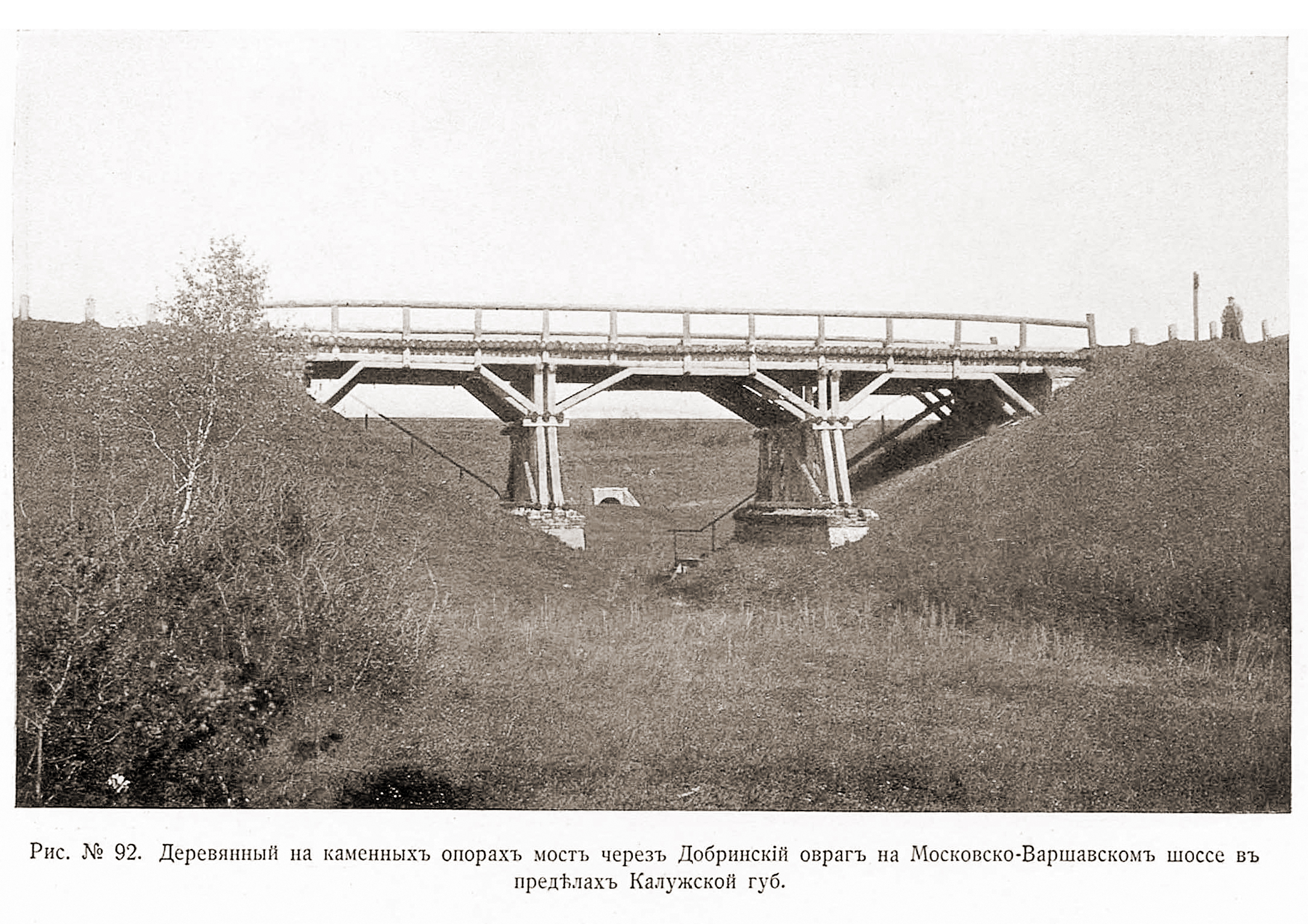
Деревянный  виадук на каменных опорах через овраг (Калужская губерния, д. Доброе)
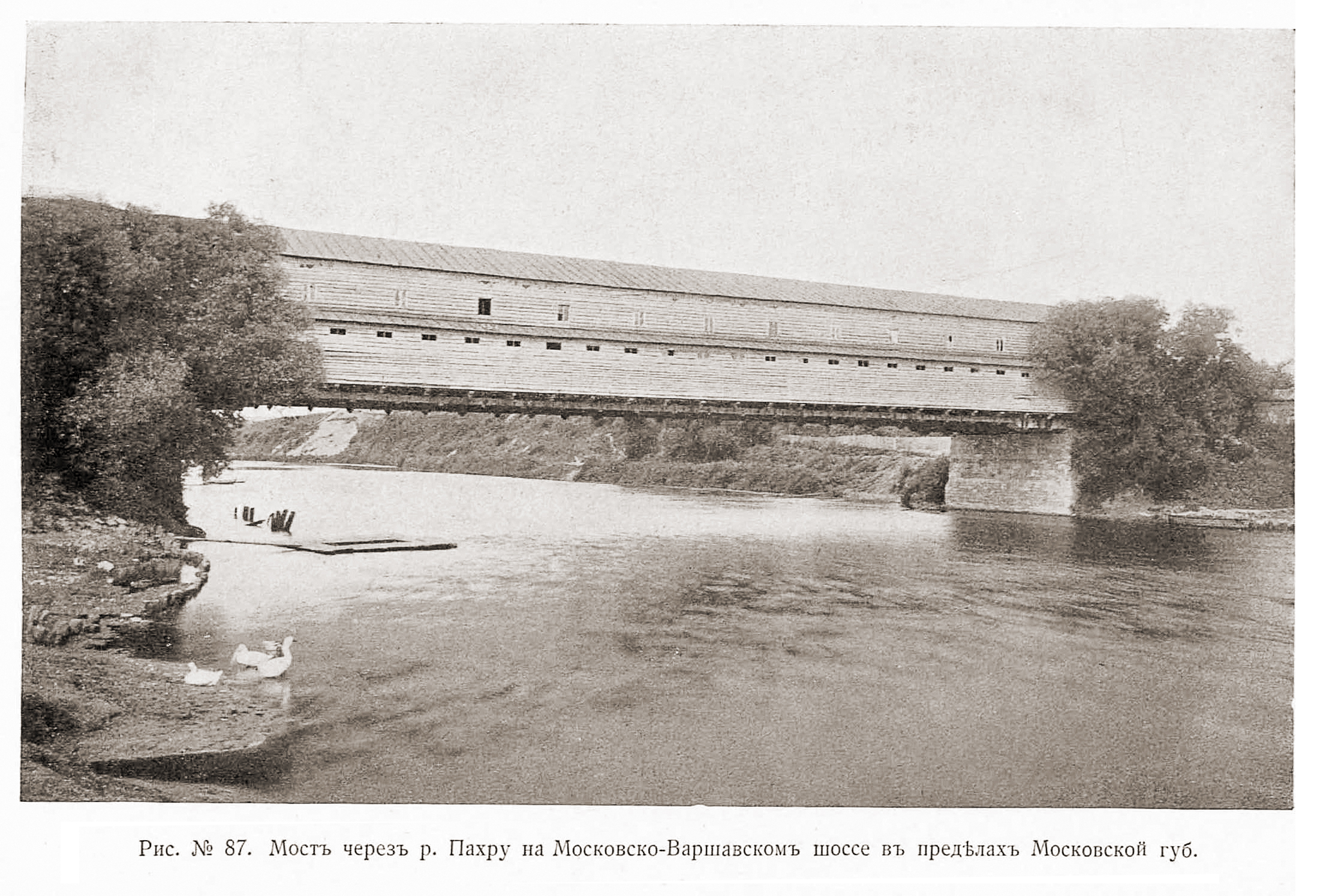
Крытый мост через Пахру, построенный по системе Гау
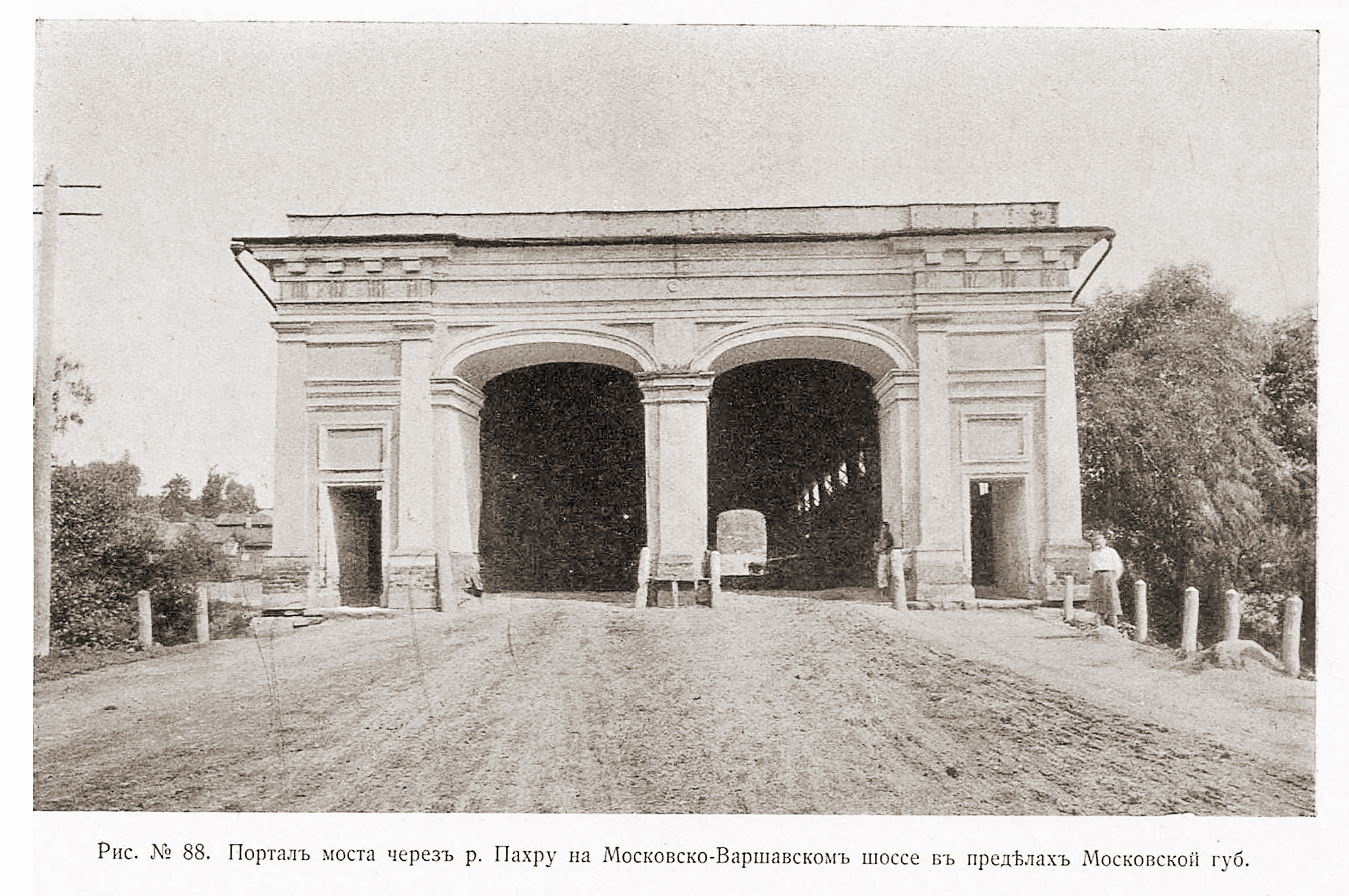
Монументальный въездной портал с шоссе на мост в Подольске

Ширина щебёночной насыпи шоссе на выезде из Подольска была 5,3 м. Вне городов на большей части своего протяжения ширина проезжей части могла доходить до 5,9 м. При проходе по городам ширина шоссе достигала 6,4 м, считая, в том числе, и бордюрные камни. Ширина обочин изменялась в пределах от 3,5 м до 18,7 м, причём эту последнюю ширину имели обочины при проходе шоссе по Кобринскому форштадту — административному центру Бреста. Канавам придана была ширина в 2,3 м и 3 м в городах и 3,7 м на Кобринском форштадте. Общая же ширина полотна Московско-Варшавского шоссе без канав изменялась в пределах от 10,7 м до 21,3 м. Толщина щебёночной коры на проезжей части шоссе изменялась в пределах от 18 см до 25 см, при этом под ней был проложен песчаный слой толщиной до 22 см. Особым устройством отличалось шоссе в местах, где наблюдались подземные ключи: слой щебня составлял толщину в 18 см посередине и 13 см по краям, песчаный слой — 30 см. Под песчаным слоем устраивался слой гравия толщиной 13 см, прикрытый земляною насыпью толщиной 18 см. В глинистых грунтах и городах канавы замащивались. В этих же случаях щебёночная одежда устраивалась из двух слоёв щебня — верхнего мелкого (8—9 см) и нижнего крупного (8—13 см), причём шоссированная часть окаймлялась бордюрными камнями, а рядом с проезжей частью устраивался боковой летний путь шириною в 3,6 м.
Полностью шоссе вступило в строй в 1850 году. Протяжённость новой дороги от Москвы до Бреста составила 999 вёрст, она стала самой длинной дорогой в России с твёрдым покрытием, опередив шоссе Санкт-Петербург — Москва с протяжённостью в 673 версты.
В ознаменование окончания сооружения шоссе в Рославле на территории Спасо-Преображенского мужского монастыря была построена часовня-памятник, впоследствии достроенная и освящённая как церковь Александра Невского.

## В Российской империи
14 февраля 1847 года был утверждён в виде опыта на два года штат управления (особое управление) Московско-Варшавского шоссе от Бобруйска до Брест-Литовска, а 16 апреля 1849 года император Николай I продлил действие штата ещё на три года. В 1852 году особое управление было упразднено, взамен были созданы дистанции по шоссейным путям. От Москвы до Малоярославца (108 вёрст) была создана одна дистанция пути, от Малоярославца через Бобруйск до Брест-Литовска (888 и 1/4 версты) десять дистанций.
Как и на всех дорогах России за проезд и провоз груза по Варшавке была установлена специальная плата — шоссейный сбор. 15 января 1847 года император Николай I издал указ о размерах дорожного сбора от Бобруйска до Брест-Литовска.
Необходимость организации первой заставы для взимания платы — заставного дома, была определена специальным государственным актом императора Николая I сразу после окончания строительства московского участка дороги в сентябре 1849 года на четвёртом километре дороги от Москвы в деревне Нижние Котлы в отдельном доме. А до «постройки дома учредить временную заставу в наёмном доме и открыть дорожный сбор по положению».
После завершения строительства всего шоссе, 9 февраля 1851 года было опубликовано повеление Николая I о шоссейном сборе на участке от Малоярославца до Бобруйска. Дорожный налог — шоссейный сбор в пунктах сбора на шоссейных заставах составлял, к примеру, «средним числом, за 6 лет, считая с 1845 г. собирается: на Подольской до 9,127 руб. серебром, а на Лукьяновской 7,427 руб. серебром».
Сплошная почтовая служба по Варшавскому шоссе — почтовая гоньба, была открыта 2 января 1850 года. Большинство почтовых станций Варшавского шоссе, как и остальных дорог России, строились по типовым проектам архитектора Луиджи Руска. Отдельные здания станций Варшавки сохранились до сих пор: ряд станций на белорусском участке дороги, включая почтовую станцию Нехачево, в России — в Малоярославце, Рославле, в деревне Каменка. Писатель и краевед В. Е. Маслов при описании почтовых станций Калужского участка Варшавского шоссе отмечал, что на каждой станции были смотритель, староста, 11 ямщиков, 21 лошадь, а на узловой Малоярославецкой станции было 15 ямщиков и 45 лошадей.

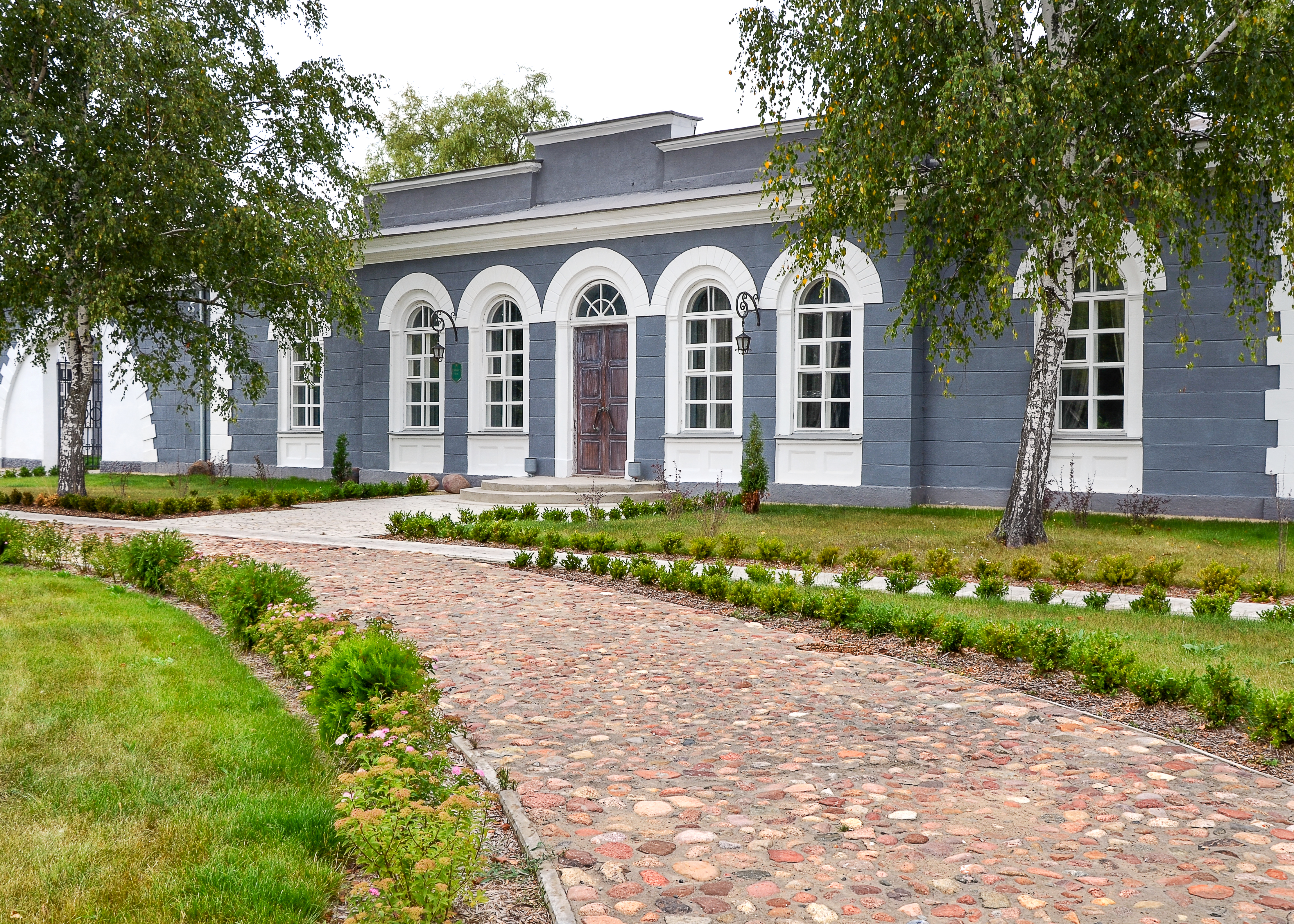
Почтовая станция Нехачево (Беларусь)

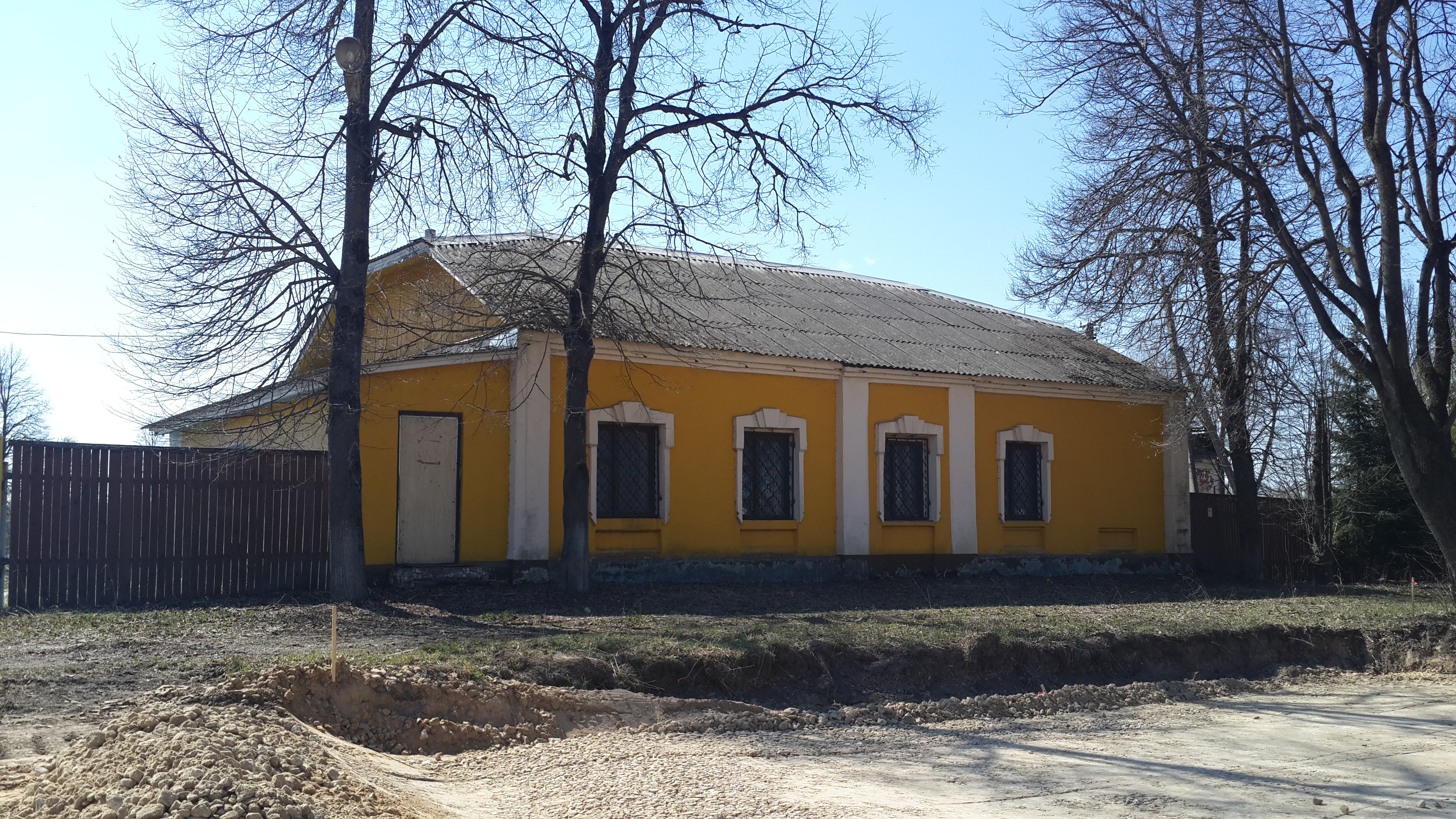
Почтовая станция в д. Ильинское (Калужская область)

Сразу после открытия шоссе пользовалось огромной популярностью и приносило значительный доход в казну. Всё движение на юго-западе Московской губернии, ранее совершавшееся по Новой Калужской дороге, обратилось на Варшавку. На шоссейных заставах за шесть лет, начиная с 1845 года, собиралось: «на Подольской до 9127 рублей серебром, а на Лукьяновской 7427 рублей серебром». Варшавское шоссе внесло значительный импульс в экономическое развитие всех губерний Российской империи, по которым оно было проложено. Только в пределах Калужской губернии с 1 июля 1845 года по 1 января 1846 года прошло по этому шоссе «от Подольска лошадей: обозных 34024, дилижансных 1511, почтовых 9278, неупряжных 385». А попавшие на линию нового шоссе белорусские местечки, имения, сёла, такие как Берёза, Ивацевичи, Старые Дороги, Пропойск (с 1945 года — Славгород), Кричев, благодаря шоссе выросли со временем в города и более того — в центры районов по современному их статусу.
В мае 1858 года была проведена очередная реорганизация системы управления дорогой. Указом императора Александра II количество участков дистанций Московско-Варшавского шоссе уменьшили с десяти до пяти. Их управления расположили в Юхнове, Рославле, Рогачёве, Слуцке, Брест-Литовске.
С развитием железнодорожного строительства и сети железных дорог значительно изменилось отношение государственных органов к шоссейным дорогам. Шоссе «являются уже не главными государственными путями для больших переездов, а путями местными и подвозными или питательными для железных дорог и водяных сообщений». С 1861 года прекратилась не только постройка шоссе в центральных губерниях страны, но и сократились расходы на содержание и ремонт дорожного полотна. В 1877 году Министерство путей сообщения передало шоссе в ведение земств. На содержание дороги казна выделяла 400 рублей за версту. Но значительная часть расходов покрывалась за счёт дорожной повинности. В обязанности жителей прилегающих селений вменялось следить за состоянием дороги, проводить ремонт мостов, гатей, расчистка дороги от снега. Государственные крестьяне должны были отработать на ней 34 дня в году.
По предложению Государственного совета в 1883 году шоссейные дороги России были разделены на два разряда: шоссе общегосударственного значения, которые дотировались государством и одновременно могли временно передаваться земствам и шоссе местного значения, полностью причисляемые к земствам и городским управлениям. 5 апреля 1883 года предложения Госсовета были утверждены императором Александром III, Московско-Брестское шоссе вошло в категорию общегосударственных шоссейных дорог страны. В начале 90-х годов XIX века передача казённых шоссе земствам возобновилась. В период 1892—1895 годов состоялась передача на новый 25-летний срок казённых шоссе Калужскому и Московскому губернским земствам, при этом Калужскому земству было предоставлено право заведовать Юхновским участком Московско-Варшавского шоссе в Смоленской губернии.
В августе — сентябре 1908 года по шоссе на личном автомобиле совершил путешествие инженер-механик П. К. Энгельмейер, отметив отличное качество дороги на всём её протяжении:
Про дорогу от Варшавы и вплоть до Москвы надо сказать лишь то, что сказал француз Дютайи, проехавший по ней в прошлое лето, в качестве одного из участников гонки Пекин — Париж, а именно: шоссе Московско-Варшавское немногим уступает по своему качеству лучшим французским дорогам. Полотно ровное и довольно широкое. А прямизна такая, что, когда наступает поворот, то своим глазам не веришь.П. К. Энгельмейер, 1909

## Советский период
Особое внимание всему дорожному комплексу страны начинает уделяться с началом советской индустриализации в конце 20-х — начале 30-х годов XX века. В стране резко возросла потребность в современных дорогах и 11 мая 1934 года решением Совета народных комиссаров СССР на магистрали «Подольск -— Слуцк (бывшее Варшавское шоссе)» создано управление дороги с «непосредственным подчинением Цудортрансу» — специальному органу, отвечающему за шоссейные и грунтовые дороги страны. В это же время началась реконструкция Варшавки. Были выполнены капитальные ремонты мостов, в 1937 году приступили к асфальтированию дороги. К началу Великой Отечественной войны было покрыто асфальтом более 200 километров пути.
Особую роль сыграло Варшавское шоссе в годы Великой Отечественной войны. До начала Московской битвы Варшавка активно использовалась войсками Резервного фронта для подвоза боеприпасов, авиабомб, горюче-смазочных материалов, продовольствия, а также людей, для пополнения воинских частей. Наряду с другими автодорогами, ведущими к Москве — Можайским и Волоколамским шоссе, Варшавское шоссе стало осью Малоярославецкого оперативного направления и 37-го Малоярославецкого укреплённого района.
В октябре — ноябре 1941 года основной удар танковых и моторизованных частей вермахта на Москву с юго-западного направления был нанесён вдоль оси Варшавского шоссе. Ожесточённые бои в непосредственной близости от автодороги проходили в период наступления советских войск под Москвой (декабрь 1941 года — апрель 1942 года) и позднее (см. Бои за Зайцеву гору). 
Продолжились бои и в 1943 году — при освобождении Спас-Деменска, Рославля и других городов и посёлков Смоленской области, а в 1944 году — при освобождении Белоруссии.
В настоящее время на всём протяжении Варшавского шоссе размещены воинские мемориалы, массовые захоронения и памятники погибшим в Великой Отечественной войне.
Событиям Великой Отечественной войны, проходившим в районе Варшавского шоссе, посвящены многочисленные литературные произведения, мемуары участников боевых действий, художественные и документальные фильмы.
Во время Великой Отечественной войны Варшавское шоссе пострадало в результате ожесточённых многочисленных боёв. По мере отступления войск противника на Запад следовавшие за советскими войсками военные дорожники сразу же приступали к восстановлению разбитой трассы: дорожниками-мостовиками Западного фронта за время Московской битвы было построено 172 и восстановлено более 90 мостов. 

Память о Великой Отечественной войне на Варшавском шоссе
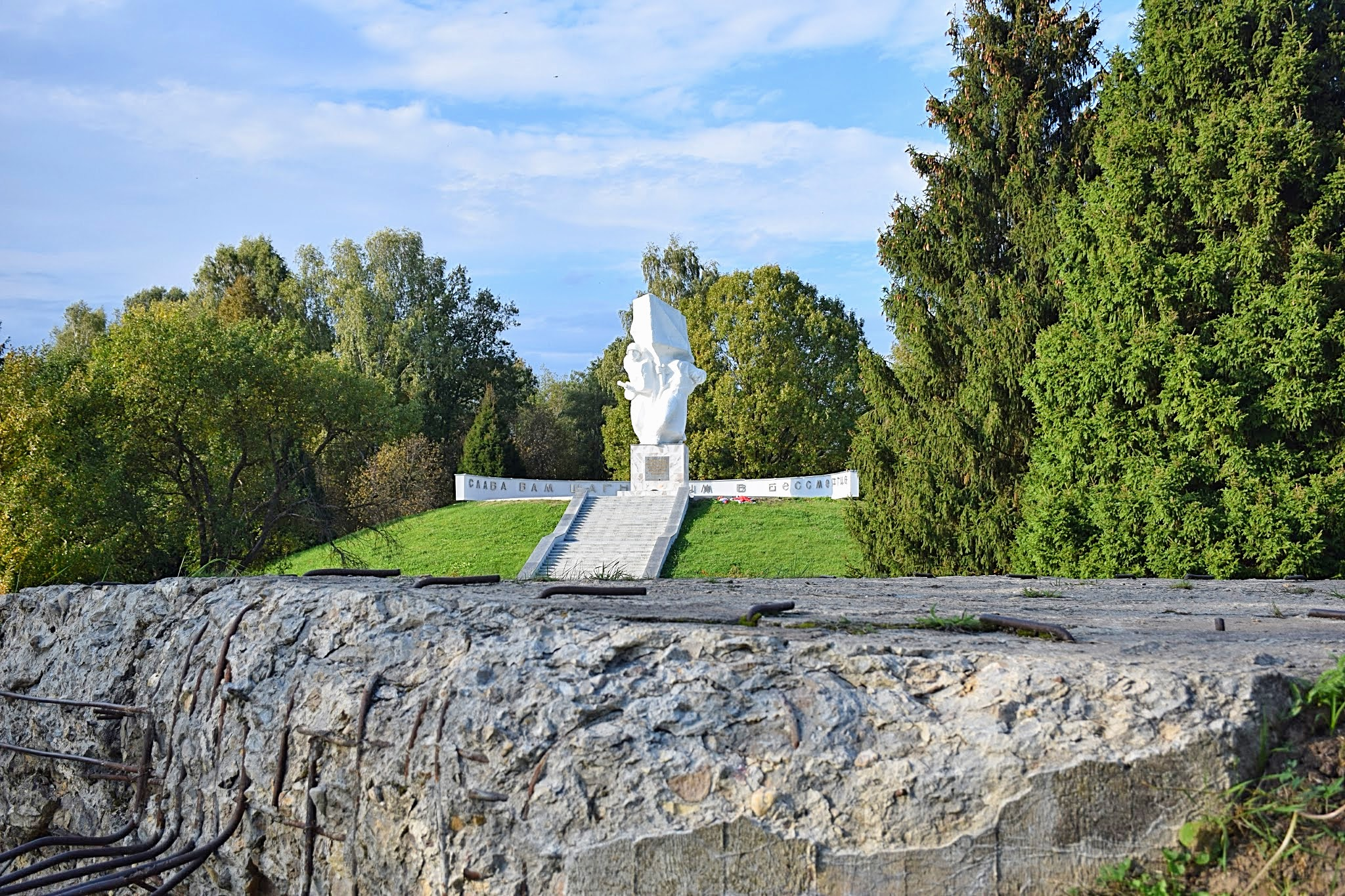
Мемориал на Ильинских рубежах, Малоярославецкий район
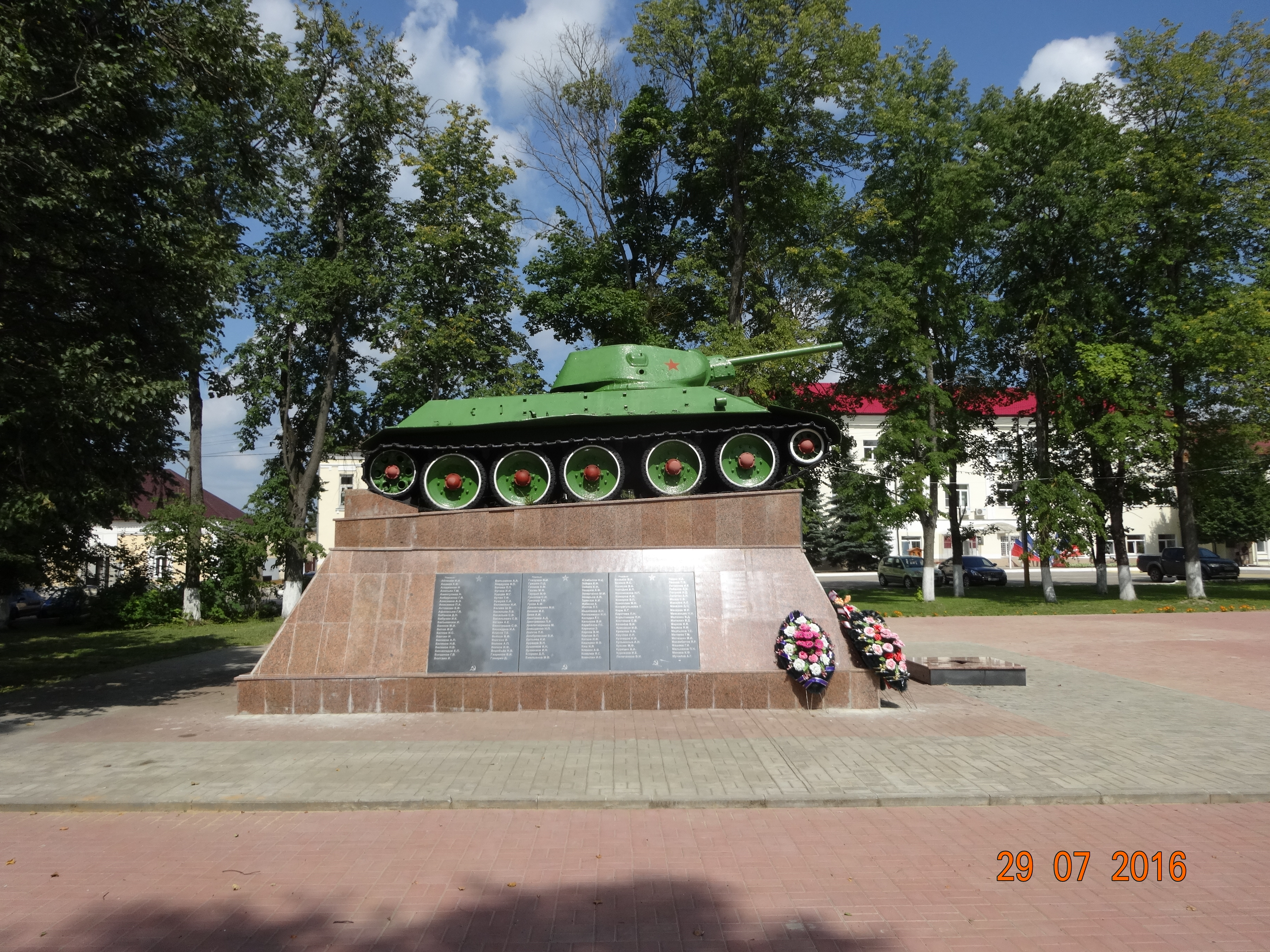
Братская могила, Медынь
Памятник десантникам И. Г. Старчака (в центре), лётчику А. Г. Рогову (слева) и военным водителям (справа), Юхновский район
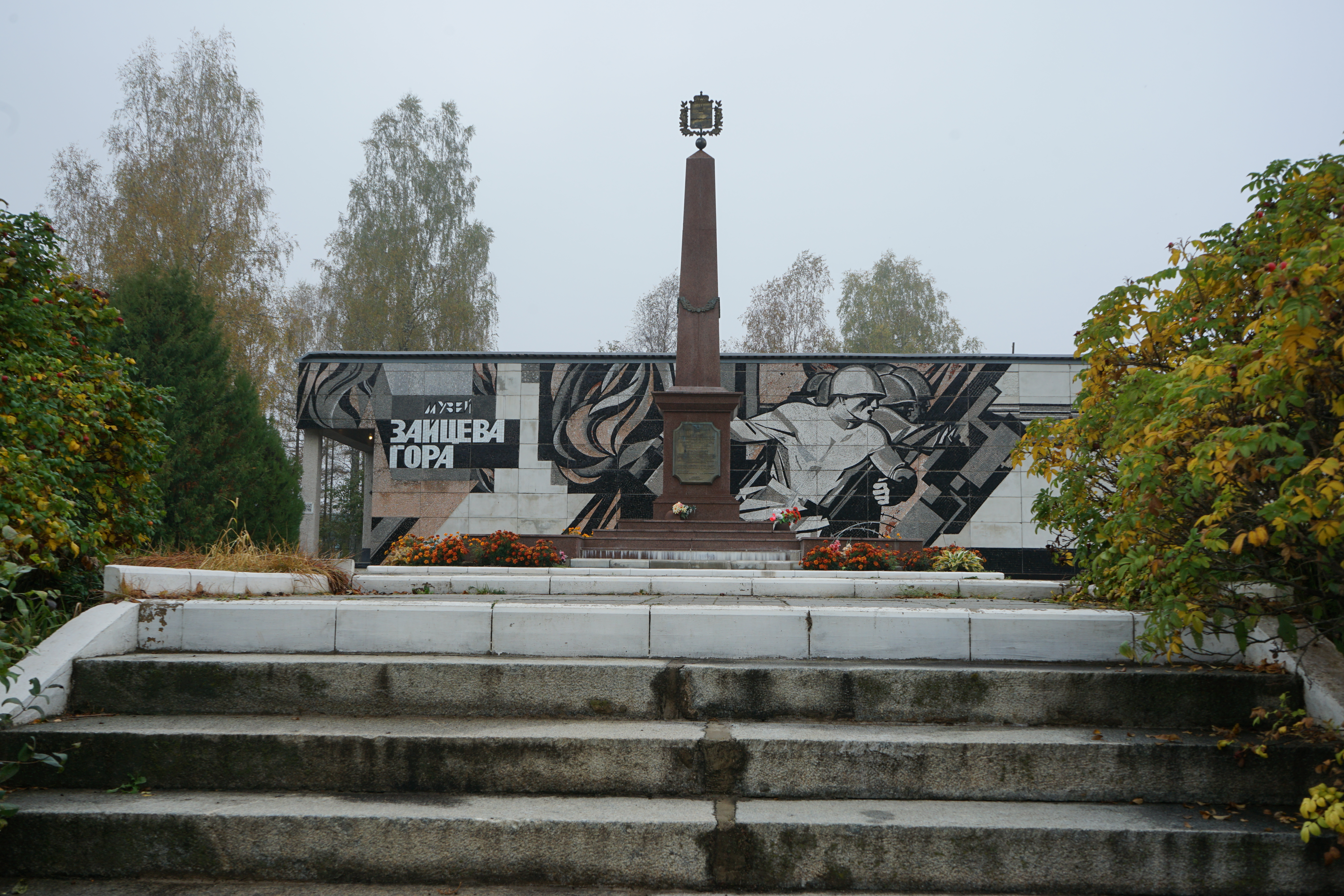
Рубеж воинской доблести «Зайцева гора», Барятинский район
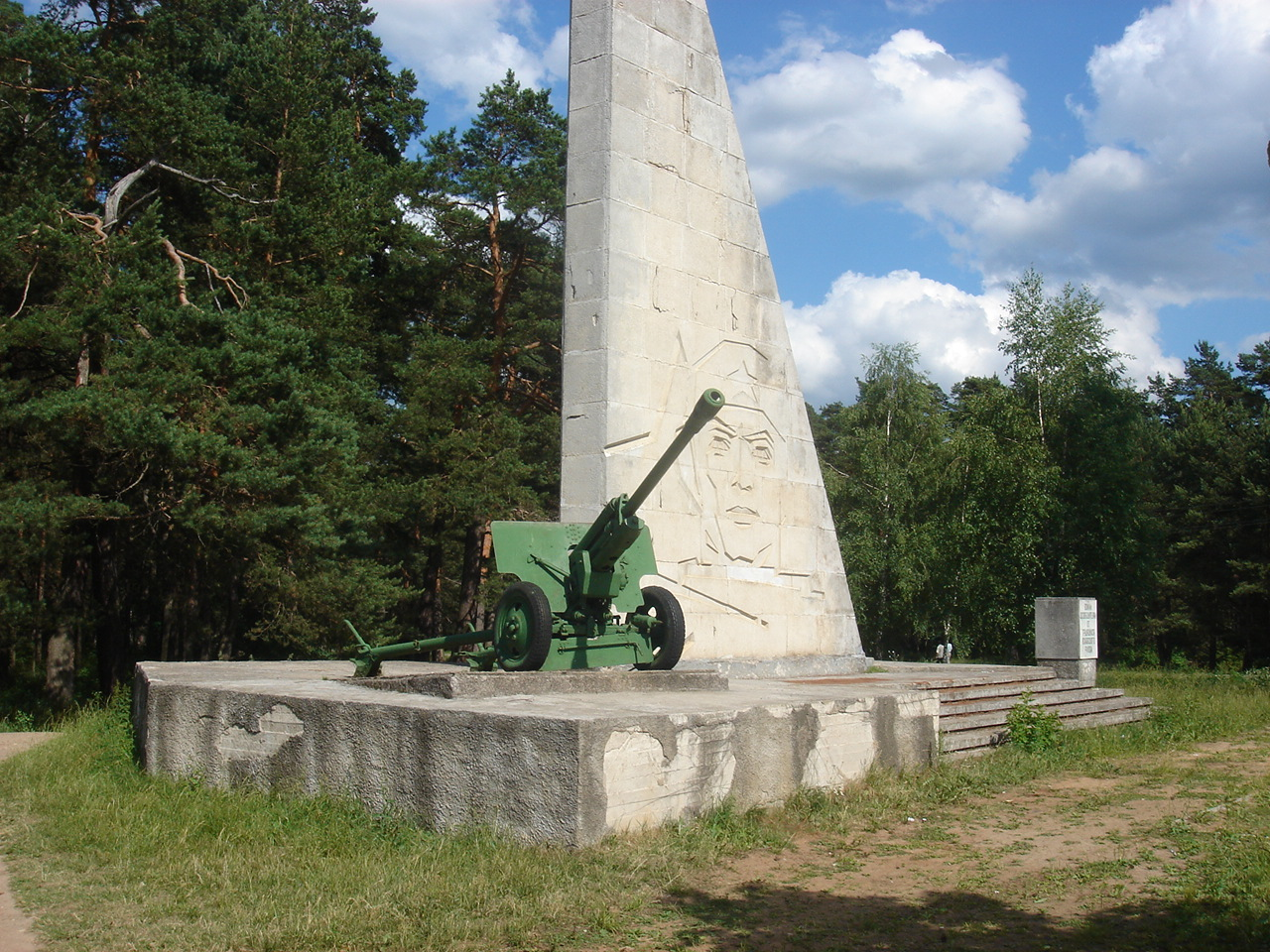
Братская могила погибших на Варшавском шоссе в Юхнове
Мемориал «Куб мужества и скорби» в Бобруйске, Беларусь

После окончания Великой Отечественной войны Варшавское шоссе было полностью реконструировано и к 1958 году на всём протяжении автомобильной дороги появилось асфальтобетонное покрытие, а через реки были построены железобетонные и каменные мосты.
Снижение роли Варшавского шоссе в транспортной сети государства началось с введением в строй новой современной автомобильной дороги, соединяющей центр Европейской части страны, Беларусь и Польшу — Минского шоссе. Строительство транзитной магистрали Москва — Минск — Брест длиной 1054 км, получившей наименование «Маршрут № 1», началось в 1936 году и было закончено в 1954 году. Дорога прошла севернее Варшавского шоссе, близ Гжатска, Вязьмы, Смоленска, Орши, Борисова, Барановичей, Кобрина. 
Тем не менее, вплоть до середины 1980-х годов за Варшавским шоссе ещё сохранялся единый маршрутный номер 3 (за исключением участка около Бреста, который вошёл в маршрут № 1).

## Современное состояние
| Расположение участка дороги                            | Вхождение в состав                                                                                     |
| ------------------------------------------------------ | --- |
| Москва                                                 | Варшавское шоссе                                                                                       |
| участок Москва — Подольск (Новая Москва, Щербинка)     | Варшавское шоссе, Брестское шоссе (в бывшем поселении Вороновское)                                     |
| Подольск                                               | магистральные улицы: проспект Юных Ленинцев, проспект Ленина, ул. Кирова                               |
| Подольск — Львово/Кресты (Подольск — А-130)            | автодорога 46К-2112 (на картах Google, Яндекс, OpenStreetMap обозначена как Варшавское шоссе)          |
| участок Львово/Кресты — граница с Республикой Беларусь | федеральная автодорога А-130 (на картах Google, Яндекс, OpenStreetMap обозначена как Варшавское шоссе) |
| Беларусь, до Бреста.                                   | автодороги P43, P2, M1                                                                                 |
| Брест                                                  | магистральные улицы: Московское шоссе, Варшавское шоссе                                                |
| граница Польша/Беларусь — Варшава                      | Европейский маршрут E30                                                                                |

По состоянию на 2020 год участок Варшавского шоссе автодороги A-130 входит в сферу ответственности Федерального казенного учреждения «Управление автомобильной магистрали Москва — Бобруйск Федерального дорожного агентства» (ФКУ Упрдор Москва — Бобруйск), которое осуществляет функции оперативного управления дорогой и искусственными сооружениями на ней.

## На картах

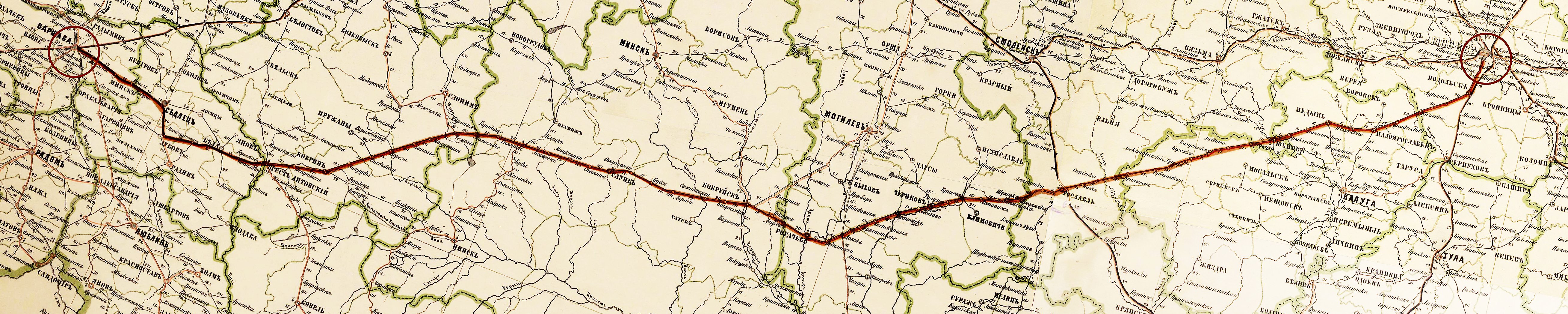
Шоссе на карте Почтового департамента Российской империи,1871 год

## Варшавское шоссе в произведениях литературы, документалистике и кинематографе
- Подольские курсанты, исторический художественный фильм режиссёра Вадима Шмелёва, 2019.
- «Спасти Москву. Подвиг отчаянного командира». Документальный фильм МТРК «МИР». 2016 год[58].
- Последний резерв ставки, документальный фильм, режиссёр Владимир Новиков[59].
- Старчак И. Г. С неба — в бой / Литературная запись И. М. Лемберика. — М.: Воениздат, 1965. — С. 184. — (Военные мемуары).
- Наумов А. Ф. На Варшавском шоссе / лит.  запись П. Якушева. — Алма-Ата: Казахстан, 1968. — 115 с., 1 л. схем. : ил.; 20 см с.
- Михеенков С. Е. Сражение за Варшавское шоссе. Битва за Москву. — Москва: Вече, 2019. — 379 с. — ISBN 978-5-4484-0794-9.
- Глухарев С. Я. Противостояние под Боровском : хроника, факты, люди, документы шестнадцати дней Московской битвы / редактор Т. Е. Румянцева, художник В. А. Черников, перевод документов с немецкого В. Н. Головко. — Боровск; Москва: Перо, 2020. — 512 с. — ISBN 978-5-00171-018-9.
- Грин Г. Я., Чернов В. А. Октябрь 1941. Варшавское шоссе. — Москва: Яуза, 2018. — 350 с. — ISBN 978-5-6040912-9-6.
- Стрельбицкий И. С. На Варшавском шоссе. — Москва: ДОСААФ, 1979. — 118 с.
- Ильюшечкин А. А., Мосягин М. Н. Варшавское шоссе - любой ценой. Трагедия Зайцевой горы. 1942-1943. — Центрполиграф, 2014. — 280 с. — ISBN 978-5-227-05473-9.
- Шилин А. И. Варшавское шоссе. — Подольск: Академия-XXI, 2010. — 246 с. — ISBN 978-5-91428-034-2.
- Рязанский В. И. Варшавское шоссе - дорога памяти и признательности нашей : Крат. описание участка Варшав. шоссе от Москвы до Рославля. — Смоленск: Смядынь, 2001. — 147 с. — ISBN 5-87210-246-1.
- Энгельмейер П. К. Из Парижа в Москву на автомобиле без шофера. — Москва: Г. Маркс и К., 1909. — 180 с.